# Ньютаун (Огайо)
Ньютаун (англ. Newtown) — селище (англ. village) в США, в окрузі Гамільтон штату Огайо. Населення — 2702 особи (2020).

## Географія
Ньютаун розташований за координатами 39°7′26″ пн. ш. 84°21′6″ зх. д. / 39.12389° пн. ш. 84.35167° зх. д. (39.123988, -84.351612).  За даними Бюро перепису населення США в 2010 році селище мало площу 6,14 км², з яких 5,62 км² — суходіл та 0,51 км² — водойми.

## Демографія
Згідно з переписом 2010 року, у селищі мешкали 2672 особи в 1123 домогосподарствах у складі 724 родин. Густота населення становила 435 осіб/км².  Було 1227 помешкань (200/км²).
Расовий склад населення:
| - 94,6 % — білих - 1,6 % — азіатів - 1,4 % — чорних або афроамериканців - 0,2 % — корінних американців |

До двох чи більше рас належало 1,4 %. Частка іспаномовних становила 2,1 % від усіх жителів.
За віковим діапазоном населення розподілялося таким чином: 24,5 % — особи молодші 18 років, 63,0 % — особи у віці 18—64 років, 12,5 % — особи у віці 65 років та старші. Медіана віку мешканця становила 39,0 року. На 100 осіб жіночої статі у селищі припадало 93,1 чоловіків;  на 100 жінок у віці від 18 років та старших — 91,3 чоловіків також старших 18 років.
Середній дохід на одне домашнє господарство  становив 94 322 долари США (медіана — 67 778), а середній дохід на одну сім'ю — 109 143 долари (медіана — 83 125). Медіана доходів становила 51 157 доларів для чоловіків та 61 170 доларів для жінок. За межею бідності перебувало 6,0 % осіб, у тому числі 4,4 % дітей у віці до 18 років та 1,3 % осіб у віці 65 років та старших.
Цивільне працевлаштоване населення становило 1360 осіб. Основні галузі зайнятості: освіта, охорона здоров'я та соціальна допомога — 20,1 %, науковці, спеціалісти, менеджери — 13,4 %, фінанси, страхування та нерухомість — 12,4 %.